# Cédric Villani
Cédric Villani (Brive-la-Gaillarde, 5 de outubro de 1973) é um matemático francês.
Seu principal campo de trabalho são equações diferenciais parciais e física matemática. Foi agraciado com a Medalha Fields, em 2010.

## Biografia
Villani estudou na Escola Normal Superior de Paris, de 1992 a 1996, onde foi depois professor assistente. Doutorado pela Université Paris-Dauphine, em 1998, orientado por Pierre-Louis Lions, e professor da Escola Normal Superior de Lyon, em 2000. Em 2010, professor Villani passa a integrar o departamento de matemática da Université Claude-Bernard-Lyon-I. Ele também é diretor do Instituto Henry Poincaré em Paris, desde 2009.

## Vida profissional
Villani trabalhou com equações diferenciais parciais envolvido com mecânica estatística, especificamente a equação de Boltzmann, sendo o primeiro, juntamente com Laurent Desvillettes, a provar como ocorre a convergência rápida para valores iniciais não próximos ao equilíbrio. Também tem publicações sobre este assunto juntamente com Giuseppe Toscani. Juntamente com Clément Mouhot trabalhou com amortecimento de Landau não linear. Trabalhou com a teoria do transporte ótimo e suas aplicações à geometria diferencial, e com John Lott definiu uma noção de curvatura de Ricci limitada para medida geral de espaços métricos.
Recebeu a Medalha Fields pelo seu trabalho sobre amortecimento de Landau e equação de Boltzmann.

## Condecorações
- Prêmio Jacques Herbrand (Academia de Ciências da França), 2007
- Prêmio da European Mathematical Society, 2008
- Prêmio Fermat, 2009[7]
- Prêmio Henri Poincaré, 2009
- Medalha Fields, 2010[4][8]

## Publicações selecionadas
- Limites hydrodynamiques de l'équation de Boltzmann, Séminaire Bourbaki, June 2001; Astérisque vol. 282, 2002.
- A Review of Mathematical Topics in Collisional Kinetic Theory, in Handbook of Mathematical Fluid Dynamics, edited by S. Friedlander and D. Serre, vol. 1, Elsevier, 2002, ISBN 978-0-444-50330-5.  doi:10.1016/S1874-5792(02)80004-0.
- Topics in Optimal Transportation, volume 58 of Graduate studies in mathematics, American Mathematical Society, 2003, ISBN 978-0-8218-3312-4.
- Optimal transportation, dissipative PDE’s and functional inequalities, pp. 53-89 in Optimal Transportation and Applications, edited by L. A. Caffarelli and S. Salsa, volume 1813 of Lecture Notes in Mathematics, Springer, 2003, ISBN 978-3-540-40192-6.
- Cercignani's conjecture is sometimes true and always almost true, Communications in Mathematical Physics, vol. 234, #3 (March 2003), pp. 455-490, doi:10.1007/s00220-002-0777-1.
- On the trend to global equilibrium for spatially inhomogeneous kinetic systems: the Boltzmann equation (with Laurent Desvillettes), Inventiones Mathematicae, vol. 159, #2 (2005), pp. 245-316, doi:10.1007/s00222-004-0389-9.
- Mathematics of Granular Materials, Journal of Statistical Physics, vol. 124, #2-4 (July/August 2006), pp. 781-822, doi:10.1007/s10955-006-9038-6.
- Optimal transport, old and new, volume 338 of Grundlehren der mathematischen Wissenschaften, Springer, 2009, ISBN 978-3-540-71049-3.
- Ricci curvature for metric-measure spaces via optimal transport (with John Lott), Annals of Mathematics vol. 169, #3 (2009), pp. 903-991.
- Hypocoercivity, volume 202, #950 of Memoirs of the American Mathematical Society, 2009, ISBN 978-0-8218-4498-4.
- On Landau damping (with Clément Mouhot), preprint, 2009, arXiv: 0904.2760.
- Les Coulisses de la création (with Karol Beffa), Flammarion, 2015, Champs Flammarion, 2017
- De mémoire vive, Une histoire de l'aventure numérique, Philippe Dewost, Cédric Villani, Éditions Première Partie, 2022, ISBN 978-2-36526-252-1.